# Marija Gusakova
Marija Ivanovna Gusakova, nata Kudimova (in russo Мария Ивановна Кудимова-Гусакова?; 6 febbraio 1931 – San Pietroburgo, 8 maggio 2022), è stata una fondista sovietica.

## Palmarès

### Olimpiadi invernali
- Oro a Squaw Valley 1960 nei 10 km.
- Argento a Squaw Valley 1960 nella staffetta 3x5 km.
- Bronzo a Innsbruck 1964 nei 10 km.

### Mondiali
- Oro a Zakopane 1962 nella staffetta 3x5 km.
- Argento a Zakopane 1962 nei 10 km.
- Bronzo a Zakopane 1962 nei 5 km.